# كنيسة أوتوي (مترو باريس)
كنيسة أوتوي (بالفرنسية: Église d'Auteuil)‏ هي محطة مترو تابعة لمترو باريس تقع في فرنسا في الدائرة السادسة عشرة في باريس.[بحاجة لمصدر]